# Frederik Michael Krabbe
Frederik Michael Krabbe (Esrum, 28 maggio 1725 – Skælskør, 25 ottobre 1796) è stato un ingegnere e militare danese, che durante la sua carriera di capo costruttore navale (Fabrikmester) fu responsabile della realizzazione di 12 vascelli di linea e 7 fregate oltre a un certo numero di navi più piccole tra cui 3 galere e 8 bombarde.

## Biografia
Nacque a Esrum il 28 maggio 1725, figlio di Hans, quartiermastro del reggimento, e di Margrethe Eleonore Klein (1689-1761). Dopo la morte del padre, la madre si trasferì prima ad Aalborg, e poi a Bornholm, dove fu assistita dal cognato, il maggiore generale Niels West, comandante e governatore della contea dell'isola.  Vissuto sempre in condizioni economiche molto ristrette, nel 1741, con l'appoggio di conoscenti, riuscì ad entrare come cadetto nella Accademia navale di Aalborg, e quando dimostrò insolite capacità matematiche, ricevette lezioni private dal noto comandante Wegersløff. Nel 1746 prestò servizio a bordo del Sydermanland, che era con lo squadra navale operante al largo di Algeri, e 1749 fu promosso sottotenente ed effettuò un viaggio in Norvegia, prima di prendersi un congedo di sei mesi nel 1750. Su raccomandazione dell'allora comandante di Holmen, l'ammiraglio Ulrik Frederik Suhm, al suo ritorno fu  deciso  che, insieme al tenente Frederik Christian Kaas, avrebbe studiato l'arte della costruzione navale, motivo per cui entrambi furono impiegati come auscultanti nella Commissione per le costruzioni e ricevettero anche istruzioni dal capo progettista Diderik de Thurah. Tra il 1752 e il 1756 i due allievi effettuarono un viaggio di studio congiunto in Inghilterra, Francia, Paesi Bassi e Italia in quest'ultimo luogo per imparare la costruzione delle galee. Dopo il loro ritorno i due giovani costruirono congiuntamente la fregata Christianborg, in parte realizzata secondo nuovi principi, ma ancor prima che questa fosse completata, Kaas lasciò il cantiere per imbarcarsi sul vascello Neptunus. Nel 1756 egli entrò a pieno titolo come membro nella Commissione per le costruzioni navali, e verso la fine del 1757, prendendo ispirazione dalle migliori fregate francesi dell'epoca, realizzò i progetti per una nuova fregata che portò alla costruzione di due nuove navi: Søe Ridderen (1758) e Langeland (1758).
Nel 1758 de Thurah si dimise dalla carica di capo costruttore di Holmen, ed egli ne assunse l'incarico di Fabrikmester, che mantenne fino al 1772. Durante questa periodo diresse la realizzazione di costruì 12 vascelli di linea e 7 fregate oltre a un certo numero di navi più piccole, tutte buone, anche se non eccezionali, ad eccezione del vascello a tre ponti da 90 cannoni Christian den Syvende, uno dei più grandi della Marina, che si rivelò piuttosto imperfetto, tanto che nel 1799 venne declassato a vascello da 52 cannoni e ridenominato Prøvesteen. Introdusse anche tutta una serie di miglioramenti alle principali operazione di riparazione e attracco delle navi, ma durante l'ultima parte della sua attività, tuttavia, fu in parte oscurato dal talentuoso Henrik Gerner, che lui stesso aveva formato a partire dal 1764, ma che presto lo raggiunse e superò come costruttore scientifico. Durante questo periodo  nel 1760 fu promosso capitano, e nel 1767 comandante comandante.
Nel 1772 si dimise dal suo incarico, che fu assunto da Gerner, e divenne il secondo deputato civile presso l'Admiralitets- og Kommissariatskollegiet (1778 primo delegato civile); come tale, gli fu assegnato un posto in varie importanti commissioni, dove dimostrò grande capacità lavorativa e perspicacia tecnica, ma anche una grande riluttanza a prendere decisioni importanti. Nel 1774 divenne ciambellano, nel 1781 cavaliere dell'Ordine del Dannebrog, gehejmeråd (consigliere segreto), e primo deputato al Collegio dei Commissari. Nel 1784 fu incaricato di trasformare l'Admiralitets- og Kommissariatskollegierne in un unico ente, ma già l'anno successivo si ritirò a vita privare e si stabilì a Skælskør, dove trascorse il resto della sua vita in pace, occupandosi di scrivere e pubblicare la sua autobiografia. Qui si spense il 25 ottobre 1796.
Durante la sua attività politica si scontrò con il primo ministro Johann Friedrich Struensee, un avversario cauto, ma piuttosto energico, e quando quest'ultimo cadde, tentò con Peter Frederik Suhm di elaborare una costituzione, della quale Suhm consegnò la bozza. Tale piano fu rapidamente sventato da Ove Høegh-Guldberg. Si sposò in tutto tre volte (1759, 1766 e 1772), e i suoi matrimoni si conclusero tutti con la morte delle mogli. Il suo primo matrimonio, con Cæcilie Andrea Bille (il cui padre era il contrammiraglio Daniel Ernst Bille) presso la chiesa navale di Holmen, stabilì legami con due importanti famiglie navali danesi, i Bille e gli Stibolt attraverso i genitori della sua sposa. Nel 1766 sposò a Constantinsborg la signorina Christiane Charlotte Charisius (1738-1771), figlia del konferensråd Constantin August Charisius, e nel 1772 sposò a Broholm  la signorina Edel Margrethe Sehested (nata nel 1749, morta prima del 1827), figlia del tenente colonnello A. Sehested.

## Pubblicazioni
- Friderich Michael Krabbes Levnets-Beskrivelse, tilligemed nogle derudi indrykkede og Skibsbygnings-Videnskaben meest vedkommende Anmærkninger, skrevet af ham selv i Aaret 1791, Gyldendal, 1793.

### Annotazioni
1. ↑  ,Questo tour durò quattro anni e comprendeva la visita alle città di Brest, Rochefort, Tolone, Pisa, Venezia, Napoli, Marsiglia e Amsterdam.
2. ↑  Nel 1766 Frederik Danneskiold-Samsøe, Presidente del Comitato di costruzione delle navi, presentò delle denunce sul costo delle unità progettate da Krabbe. Sebbene le navi fossero più ampie rispetto ai modelli precedenti, le loro batterie sul ponte inferiore non erano più efficienti e più costose per una nave da 50 cannoni rispetto alle collaudate navi da 60 cannoni precedentemente costruite.
3. ↑  Fu  essenzialmente dovuto a lui che la costruzione di vere e proprie fortezze marittime non fu mai intrapresa con vigore, nonostante in quello stesso momento (1774) vi fosse molta disponibilità per tale compito.

### Fonti
1. 1 2 3 4 5  Tree Decks.
2. 1 2 3 4  Topsøe-Jensen 1935, Vol.2, p. 25.
3. 1 2 3 4 5 6 7  Topsøe-Jensen 1935, Vol.2, p. 26.
4. 1 2 3 4  Topsøe-Jensen 1935, Vol.2, p. 27.
5. ↑  von Lengnick 1851, p. 15.